# Esnouveaux
Esnouveaux település Franciaországban, Haute-Marne megyében. Lakosainak száma 303 fő (2022. január 1.). Esnouveaux Ageville, Bourdons-sur-Rognon, Forcey és Millières községekkel határos.

## Népesség
A település népességének változása:
| Lakosok száma | 335  | 279  | 305  | 333  | 330  | 309  | 296  | 286  | 291  | 303  |
|               | 1968 | 1982 | 1990 | 2006 | 2013 | 2015 | 2017 | 2019 | 2020 | 2022 |